# Добровольевка
Доброво́льевка — деревня в Пильнинском районе Нижегородской области. Входит в состав Можаров-Майданского сельсовета.

## География
Деревня располагается на левом берегу реки Пьяна.

## Население
| 2002 | 2010 |
| ---- | ---- |
| 82   | ↘78  |

## Улицы
В селе имеются две улицы: Нагорная и Садовая.